# Pawel Wladimirowitsch Dedunow
Pawel Wladimirowitsch Dedunow (russisch Павел Владимирович Дедунов; * 8. April 1990 in Bolschoi Kamen, Russische SFSR) ist ein russischer Eishockeyspieler, der seit Mai 2019 beim HK Awangard Omsk aus der Kontinentalen Hockey-Liga unter Vertrag steht.

## Karriere
Pawel Dedunow begann seine Karriere als Eishockeyspieler in der Nachwuchsabteilung von Amur Chabarowsk, für dessen zweite Mannschaft er von 2004 bis 2009 in der drittklassigen Perwaja Liga aktiv war. Für die Profimannschaft Amurs gab der Flügelspieler in der Saison 2009/10 sein Debüt in der Kontinentalen Hockey-Liga. In seinem Rookiejahr blieb er in 17 Spielen punktlos und erhielt vier Strafminuten. In der Saison 2010/11 und 2011/12 spielte er überwiegend für Amurs Juniorenmannschaft in der multinationalen Nachwuchsliga Molodjoschnaja Chokkeinaja Liga.
Nach drei Jahren bei Sewerstal Tscherepowez spielte er ab 2015 wieder bei seinem Stammverein und wurde parallel auch beim Farmteam HK Sokol Krasnojarsk eingesetzt. Im Mai 2019 lief sein Vertrag in Chabarowsk aus und Dedunow wurde vom HK Awangard Omsk verpflichtet.

## Erfolge und Auszeichnungen
- 2021 Gagarin-Pokal-Gewinn mit HK Awangard Omsk

## KHL-Statistik
(Stand: Ende der Saison 2018/19)